# Tom Massey
Tom Massey est un animateur ayant travaillé pour les studios Disney.

## Filmographie
- 1946 : La Boîte à musique
- 1946 : Donald et son double
- 1946 : Mélodie du Sud
- 1948 : Papa canard